# FW Tauri b
FW Tauri b (en abrégé : FW Tau b) est une planète extrasolaire (exoplanète) confirmée en orbite autour de l'étoile FW Tauri, une étoile variable située dans le constellation zodiacale du Taureau.
Détectée par imagerie directe, sa découverte, annoncée en 2013, a été confirmée par la NASA le 6 décembre 2013.